# Standard kształcenia
Standard kształcenia jest zbiorem reguł i wymagań w zakresie kształcenia dotyczących sposobu organizacji kształcenia, osób prowadzących to kształcenie, ogólnych i szczegółowych efektów uczenia się, a także sposobu weryfikacji osiągniętych efektów uczenia się.